# Mini Hams no Ai no Uta
Singles de Mini Hams (uta : Mini Moni)
Mini Hams no Kekkon Song
(2002)
Singles par Mini Moni
Mini Moni Telephone! Rin Rin Rin (...)
(2001) Mini Moni Hina Matsuri! / Mini Strawberry Pie
(2002)
Mini Hams no Ai no Uta (ミニハムずの愛の唄, ou Minihams..., Minihamuzu...) est le 3e single du groupe Mini Moni, sous-groupe de Morning Musume ; le single est en fait pour la première fois attribué à Mini Hams (uta : Mini Moni) (ミニハムず (歌:ミニモニ。), transcrit Minihamus sur la pochette), en référence à la série anime Hamtaro.

## Présentation
Le single sort le 5 décembre 2001 au Japon sous le label Zetima, écrit et produit par Tsunku. Il atteint la 3e place du classement de l'Oricon. Il se vend à 70 450 exemplaires la première semaine, et reste classé pendant quatorze semaines, pour un total de 325 440 exemplaires vendus durant cette période ; il restera le troisième disque le plus vendu du groupe. Il sortira aussi au format "Single V" (VHS et DVD) trois mois plus tard, le 27 février 2002, contenant les clips vidéo des deux chansons.
La chanson-titre a été utilisée comme thème musical pour le premier film tiré de la série anime Hamtaro, Hamhamland Daibōken, dans lequel le groupe apparait en version anime caricaturé en groupe de hamsters sous le nom Mini Hams ; il est représenté sous cette forme sur la pochette du disque, avec ce nom de groupe et les surnoms des membres utilisés dans le film. Cette chanson figurera sur l'album Mini Moni Song Daihyakka Ikkan qui sortira six mois plus tard. Deux autres singles attribués à Mini Hams sortiront encore : Mini Hams no Kekkon Song fin 2002, et Mirakururun Grand Purin! fin 2003.
Membres du groupe
Mari Yaguchi (alias Good-chan) ; Nozomi Tsuji (alias Nonno-chan) ; Ai Kago (alias Ai~n-chan) ; Mika Todd (alias Merica-chan)

## Liste des titres
Toutes les chansons sont écrites et composées par Tsunku, les arrangements sont de Cher Watanabe.
| 1. | Mini Hams no Ai no Uta (ミニハムずの愛の唄)                         | 3:17 |
| 2. | Mini Hams Takatatta! (ミニハムずんたかたった!)                      | 2:56 |
| 3. | Mini Hams no Ai no Uta (Original Karaoke) (...オリジナル・カラオケ) | 3:14 |

| 1. | Mini Hams no Ai no Uta (ミニハムずの愛の唄) (clip vidéo)                                              |  |
| 2. | Dai 1kai Mini Hams Gyakukara Yondara Zumuhanimi Taikai (第1回ミニハムず 逆から読んだらずムハニミ大会) |  |
| 3. | Mini Hams Takatatta! (ミニハムずんたかたった!) (clip vidéo)                                           |  |